# Villanova (planta)
Villanova es un género de plantas fanerógamas perteneciente a la familia de las asteráceas.  Comprende catorce especies descritas y de estas, solo tres aceptadas.

## Taxonomía
El género fue descrito por Mariano Lagasca y publicado en Genera et species plantarum 31. 1816. La especie tipo es Villanova alternifolia Lag.

## Especies aceptadas
A continuación se brinda un listado de las especies del género Villanova (planta) aceptadas hasta agosto de 2012, ordenadas alfabéticamente. Para cada una se indica el nombre binomial seguido del autor, abreviado según las convenciones y usos.
- Villanova achillioides (Less.) Less.
- Villanova robusta Phil.
- Villanova titicacensis (Meyen & Walp.) Walp.